# Dan Block
Dan Block (St. Louis) is een Amerikaanse jazz-klarinettist, saxofonist (altsaxofoon, tenorsaxofoon en baritonsaxofoon), componist en arrangeur.
Block begon rond zijn veertiende op de saxofoon, pakte kort daarop de trompet op en niet veel later de klarinet. Hij hoorde Eubie Blake 'live' en muziek van John Coltrane en was verkocht. Hij studeerde klassiek klarinet aan Juilliard School of Music (1979-1980), waar hij les kreeg van Joe Allard en Robert Bloom. In het orkest van Juilliard speelde hij onder leiding van mannen als Leonard Bernstein en George Solti. Tijdens zijn studietijd speelde hij mee op het laatste album van Charles Mingus en deed hij mee aan jamsessies, ook met grote namen. Hij leerde ook Wynton Marsalis kennen met wie hij bevriend raakte, later zou hij regelmatig in diens Lincoln Center Jazz Orchestra spelen en ook nu doet hij dat nog. 
Na zijn studie speelde hij enige tijd veel met musici uit Haïti en was hij als speler en arrangeur betrokken bij allerlei "compas direct"-plaatopnames. Ook reisde hij naar Haïti en andere landen, waaronder Martinique, Guadeloupe en Frankrijk. 
Hij werkte als arrangeur voor chambergroups in de klassieke muziek en jazz, waaronder New York Saxophone Quartet. Hij speelde met Vince Giordano's groep Nighthawks, traditionele jazzmusici als Ralph Sutton en Warren Vache, alsook meer moderne musici als Bernie Wallace en Tom Harrell. Andere musici waarmee hij werkte waren Clark Terry, Roland Hannah en Benny Green. Tevens begeleidde hij vocalisten, waaronder Tony Bennett, Rosemary Clooney, Natalie Cole en Linda Ronstadt.
Block heeft gewerkt in allerlei bigbands, waaronder die van Toshiko Akyoshi, Maria Schneider en Ken Peplowski. Hij werkt in Broadway-theaterorkesten en orkesten als The New York Pops en het orkest van New York City Ballet. Verder heeft hij meegespeeld op tv- en film-soundtracks en op commercials.
Van Block zijn enkele albums verschenen, waaronder een gewijd aan de muziek van Duke Ellington. Hij is te horen op albums van Catherine Russell, Geoff Muldaur, John Sheridan, Marty Grosz en anderen.

## Discografie
- Duality, Miles High Records, ?
- Dan Block Plays the Music of Duke Ellington: From His World to Mine, Miles High, 2010